# آریگو بوئیتو
آریگو بوئیتو (به ایتالیایی: Arrigo Boito) با نام اصلی انریکه جوزپه جووانی بوئیتو (به ایتالیایی: Enrico Giuseppe Giovanni Boito) (۲۴ فوریهٔ ۱۸۴۲ – ۱۰ ژوئن ۱۹۱۸) آهنگساز، اپرانامهنویس، شاعر و خبرنگار ایتالیایی بود. او فرزند نقاشی ایتالیایی و کنتسی لهستانی بود. از بوئیتو دو اپرا باقی‌مانده‌است. اپرای نخست او «مفیستوفله»، که اپرانامه‌نویسی و آهنگسازیش را خودش انجام داد و اپرای دومش «نرون» است. بوئیتو سال‌ها (حدود ۵۰ سال) بر روی اپرای نرون کار می‌کرد اما تا زمان مرگش نتوانست آن را به پایان برساند. اگرچه آرتورو توسکانینی در سال ۱۹۲۴ نسخه تکمیل شده نرون را اجرا کرد، این اپرا هیچگاه نتوانست مانند مفیستوفله موفق باشد.
بوئیتو اپرانامه دو اپرای پایانی جوزپه وردی را استادانه نوشت. اتللو (۱۸۸۷) و فالستاف (۱۸۹۳) حاصل همکاری این دو دوست و همکار هستند.